# Luís Moya
Pour les articles homonymes, voir Moya.
Luís Moya, né le 23 septembre 1960 à La Corogne en Espagne, est un copilote de rallye automobile. 
Avec Carlos Sainz, ils forment un binôme efficace, gagnant deux titres de champion du monde des rallyes (en 1990 et 1992) et remportant un total de 24 courses en WRC.

## Victoires en championnat d’Europe des rallyes
| # | Saison | Rallye                   | Pays    | Copilote  | Voiture                 |
| - | ------ | ------------------------ | ------- | --------- | ----------------------- |
| 1 | 1988   | Rallye des Iles Canaries | Espagne | Luís Moya | Ford Sierra RS Cosworth |
| 2 | 1989   | Rallye des Iles Canaries | Espagne | Luís Moya | Toyota Celica GT-Four   |

## Victoires en championnat du monde des rallyes (WRC)
| #  | Saison | Rallye                         | Pays             | Copilote  | Voiture                       |
| -- | ------ | ------------------------------ | ---------------- | --------- | ----------------------------- |
| 1  | 1990   | 37e Rallye de l'Acropole       | Grèce            | Luís Moya | Toyota Celica GT-4 ST165      |
| 2  | 1990   | 20e Rallye de Nouvelle-Zélande | Nouvelle-Zélande | Luís Moya | Toyota Celica GT-4 ST165      |
| 3  | 1990   | 40e Rallye des 1000 lacs       | Finlande         | Luís Moya | Toyota Celica GT-4 ST165      |
| 4  | 1990   | 46e Rallye de Grande-Bretagne  | Royaume-Uni      | Luís Moya | Toyota Celica GT-4 ST165      |
| 5  | 1991   | 59e Rallye Monte-Carlo         | Monaco           | Luís Moya | Toyota Celica GT-4 ST165      |
| 6  | 1991   | 25e Rallye du Portugal         | Portugal         | Luís Moya | Toyota Celica GT-4 ST165      |
| 7  | 1991   | 35e Tour de Corse              | France           | Luís Moya | Toyota Celica GT-4 ST165      |
| 8  | 1991   | 21e Rallye de Nouvelle-Zélande | Nouvelle-Zélande | Luís Moya | Toyota Celica GT-4 ST165      |
| 9  | 1991   | 11e Rallye d'Argentine         | Argentine        | Luís Moya | Toyota Celica GT-4 ST165      |
| 10 | 1992   | 40e Rallye Safari              | Kenya            | Luís Moya | Toyota Celica Turbo 4WD ST185 |
| 11 | 1992   | 22e Rallye de Nouvelle-Zélande | Nouvelle-Zélande | Luís Moya | Toyota Celica Turbo 4WD ST185 |
| 12 | 1992   | 28e Rallye de Catalogne        | Espagne          | Luís Moya | Toyota Celica Turbo 4WD ST185 |
| 13 | 1992   | 48e Rallye de Grande-Bretagne  | Royaume-Uni      | Luís Moya | Toyota Celica Turbo 4WD ST185 |
| 14 | 1994   | 41e Rallye de l'Acropole       | Grèce            | Luís Moya | Subaru Impreza 555            |
| 15 | 1995   | 63e Rallye Monte-Carlo         | Monaco           | Luís Moya | Subaru Impreza 555            |
| 16 | 1995   | 29e Rallye du Portugal         | Portugal         | Luís Moya | Subaru Impreza 555            |
| 17 | 1995   | 31e Rallye de Catalogne        | Espagne          | Luís Moya | Subaru Impreza 555            |
| 18 | 1996   | 21e Rallye d'Indonésie         | Indonésie        | Luís Moya | Ford Escort RS Cosworth       |
| 19 | 1997   | 44e Rallye de l'Acropole       | Grèce            | Luís Moya | Ford Escort WRC               |
| 20 | 1997   | 22e Rallye d'Indonésie         | Indonésie        | Luís Moya | Ford Escort WRC               |
| 21 | 1998   | 66e Rallye Monte-Carlo         | Monaco           | Luís Moya | Toyota Corolla WRC            |
| 22 | 1998   | 28e Rallye de Nouvelle-Zélande | Nouvelle-Zélande | Luís Moya | Toyota Corolla WRC            |
| 23 | 2000   | 28e Rallye de Chypre           | Chypre           | Luís Moya | Ford Focus WRC 00             |
| 24 | 2002   | 22e Rallye d'Argentine         | Argentine        | Luís Moya | Ford Focus RS WRC 02          |